# Groupe Élie

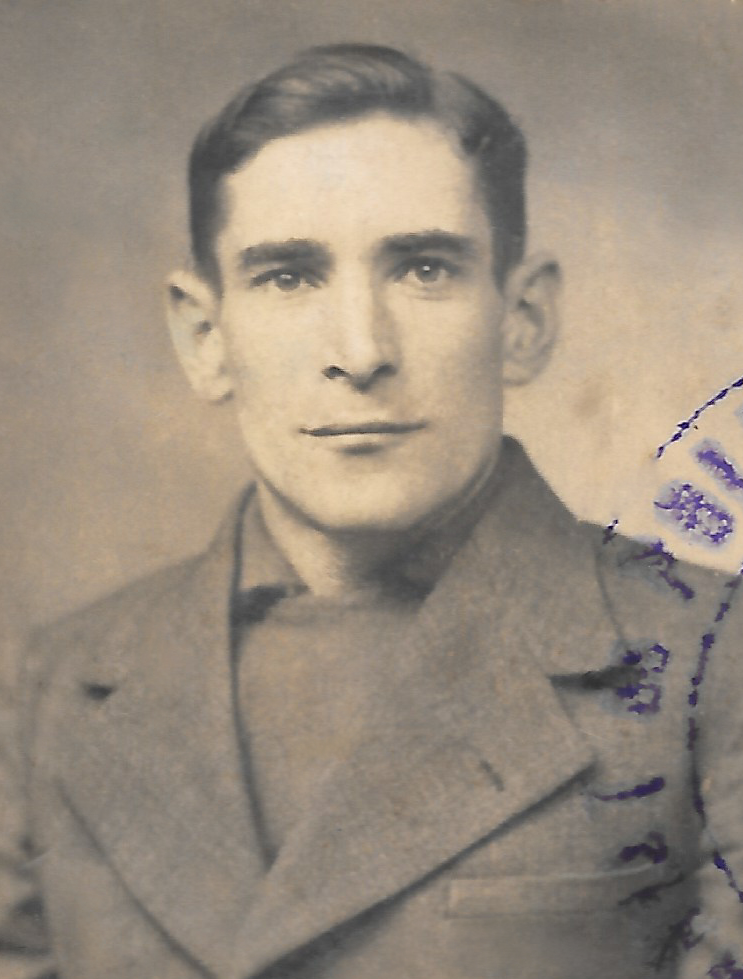

Le groupe Élie est un groupe de résistants créé à Brest par Louis Élie pendant la Seconde Guerre mondiale. Ses membres sont considérés par les historiens comme les premiers Résistants brestois.

## Constitution
Le groupe Élie est créé en septembre 1940 par Louis Élie (transporteur et garagiste). Ses membres étaient issus de milieux sociaux très différents : ouvriers de la pyrotechnie St Nicolas et de l'arsenal, journaliste, étudiant, mécanicien, commerçant etc. dont la majorité habitait dans le quartier de Saint-Martin à Brest. Le groupe comptera jusqu'à 70 membres et plusieurs dizaines de sympathisants,.
Leur organisation clandestine a établi un lien avec le réseau Confrérie Notre-Dame du Colonel Rémy, dépendant du 2ème Bureau de la France Libre (futur BCRA).

## Actions
Le groupe Élie se procure des armes de poing dans les vestiaires et arrière-salles de cafés sur des ceinturons déposés par les occupants. Il parvient également à sortir de la pyrotechnie Saint-Nicolas des stocks de munitions et d'explosifs,
Il aurait organisé des attaques de soldats allemands et en aurait tué plusieurs entre janvier et avril 1941.
Il mène également en mars 1941 une tentative de sauvetage d’internés retenus à la prison de Pontaniou qui échoue,.
Dans la nuit du 4 avril 1941, un incendie, qui illumine Brest comme en plein jour, ravage l'hôtel Continental, situé place de la Tour d'Auvergne. Un grand banquet y est organisé en l'honneur des officiers du Scharnhorst et du Gneisenau. La cause de l'incendie est incertaine : est-ce une bombe placée par le réseau Élie ou une bombe larguée par le 5e Bomber Group (en) qui effectue un raid pour bombarder les deux cuirassés ?

## Démantèlement
À la suite d'une dénonciation, ou plus probablement à la suite d'une action ayant mal tourné, le réseau est démantelé entre mai et juin 1941. Plusieurs de ses membres sont incarcérés au Bouguen puis à Fresnes et jugés.  
11 seront fusillés le 10 décembre 1941 au Mont Valérien, 
- Georges Bernard
- Robert Busillet
- Louis Élie
- René Gourvennec
- Roger Groizeleau
- Albert Muller
- Roger Ogor
- Joseph Prigent
- François Quéméner
- Louis Stéphan
- Joseph Thoraval

24 furent déportés et 5 mourront en déportation
- Jean Caroff
- capitaine René Drouin
- Yves Féroc
- François Gouez
- Hervé Roignant.

Le corps de Louis Élie a été transféré à Brest et a été réinhumé le 18 janvier 1950 au cimetière Saint-Martin (carré D, rang 7, tombe 18).

## Hommages

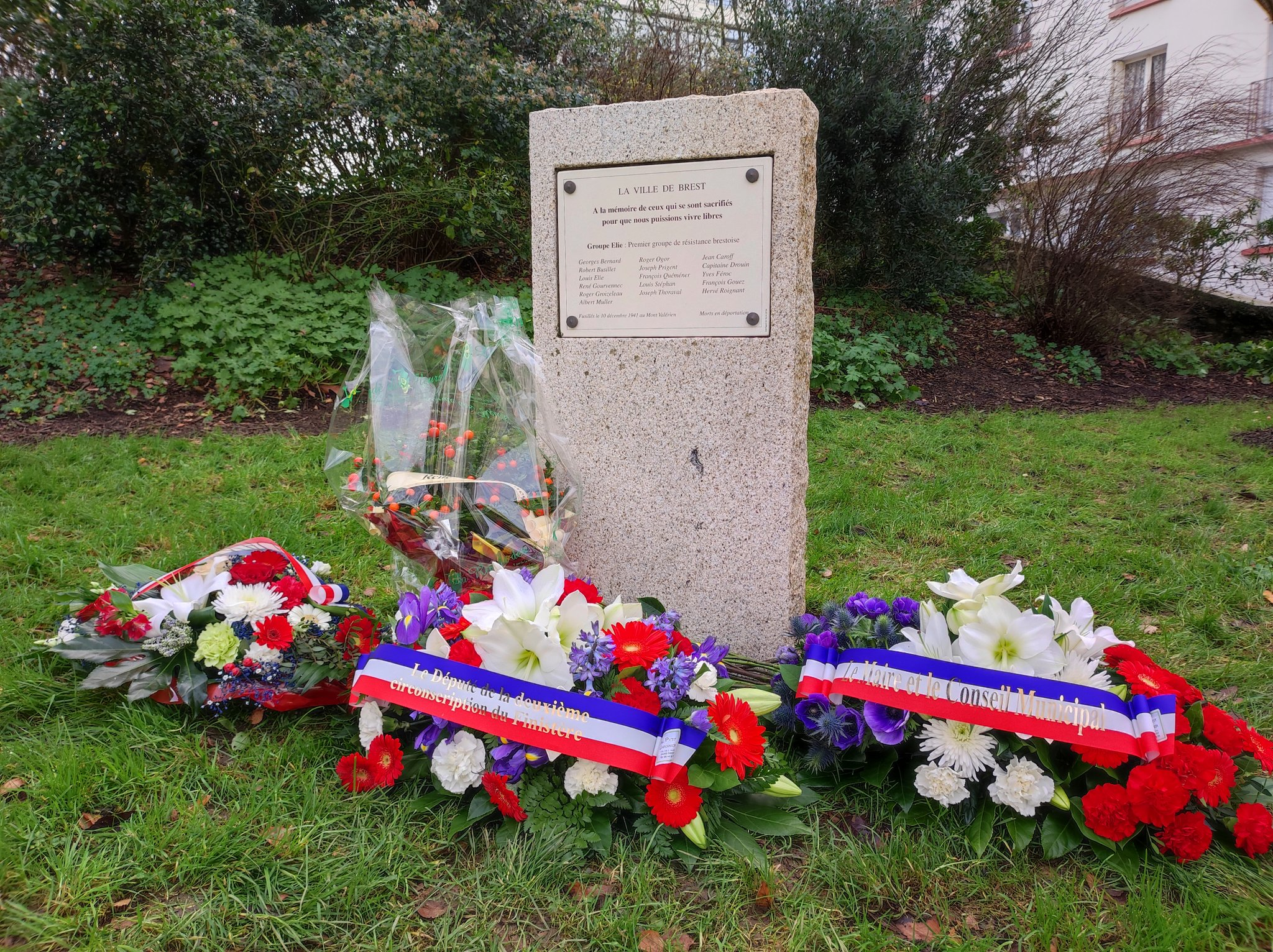

Un service religieux célébré à Saint-Martin le 8 janvier 1942 en mémoire des onze membres du groupe Élie fusillés le 10 décembre 1941 au Mont-Valérien réunit plusieurs centaines de personnes.
Louis Élie est promu, à titre posthume, adjudant et reçoit la Croix de Guerre 1939-1945, avec étoile d’argent en 1946 et la médaille de la Résistance française en 1955.
Une stèle en l'honneur du groupe Élie a été érigée en 2003 dans le square Rhin et Danube à Brest ; elle porte le nom des 11 membres fusillés au mont Valérien le 10 décembre 1941 et celui des 5 membres morts en déportation. Le 80e anniversaire de l'exécution des 11 membres du réseau fusillés a été commémoré le 10 décembre 2021. Une rue des 11 martyrs et une rue Georges Bernard à Brest leur rendent également hommage.
Une école maternelle de Brest a été nommée Alice Abarnou,, en hommage à la résistante Brestoise qui faisait partie du groupe Élie.

### Pages connexes
- Histoire de Brest
- Brest pendant la Seconde Guerre mondiale
- Résistance en Bretagne